# Deslizamiento de tierra

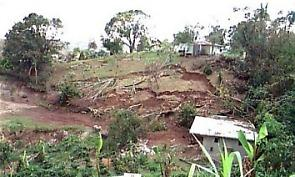
Daños causados por deslizamientos de lodo en el centro de Puerto Rico después del huracán Georges

Un deslizamiento es un tipo de corrimiento o movimiento en la masa de la tierra, provocado por la inestabilidad de un talud.
Se produce cuando una gran masa de terreno se convierte en zona inestable y se desliza con respecto a una zona estable, a través de una superficie o franja de terreno de pequeño espesor. Los deslizamientos se producen cuando en la franja se alcanza la tensión tangencial máxima en todos sus puntos.
Estos tipos de inestabilidades son evitables por medios técnicos. Sin embargo, el resto de tipos de colores (flujo de lodo, licuefacción y reptación) resultan más difíciles de evitar.
Un ejemplo de deslizamiento en masa se produjo en la presa del Vajont, en el noreste de Italia en 1963 y ocasionó la muerte de unas 2000 personas, al caer en la presa centenares de millones de m³ de tierra, árboles y rocas, causando una ola gigantesca que arrasó varias poblaciones de la cuenca, en especial, a Longarone.
Los deslizamientos también son causados por las lluvias que humedecen y empapan el suelo, o también debido a un sismo de cierta intensidad. Los aludes de nieve también pueden originar, cuando llegan a una zona inferior libre de nieve, un deslizamiento de tierra por la fuerte pendiente. En casos extremos cuando se origina por una erupción volcánica se forma un lahar.